# アットゥシ

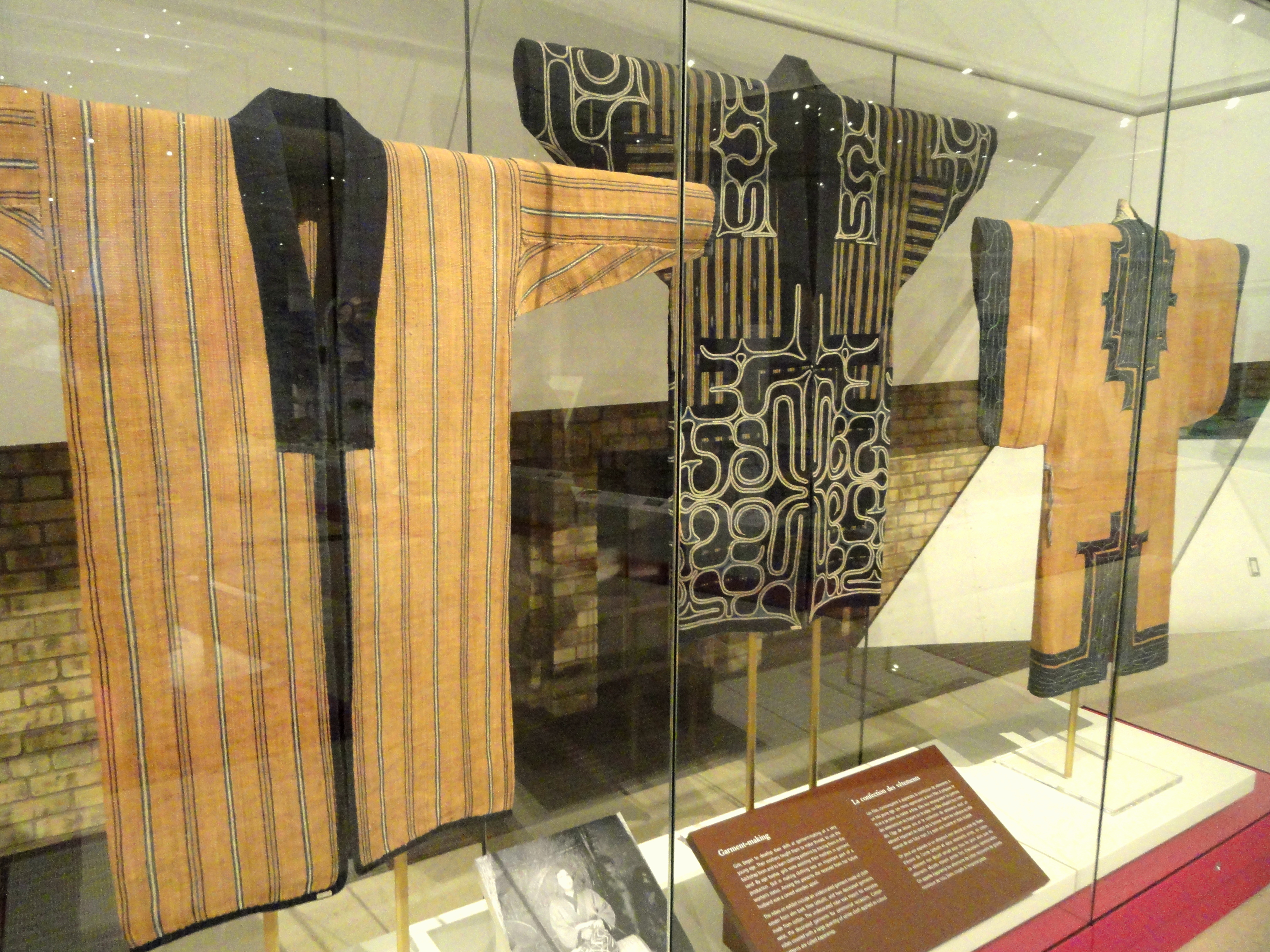
アットゥㇱ

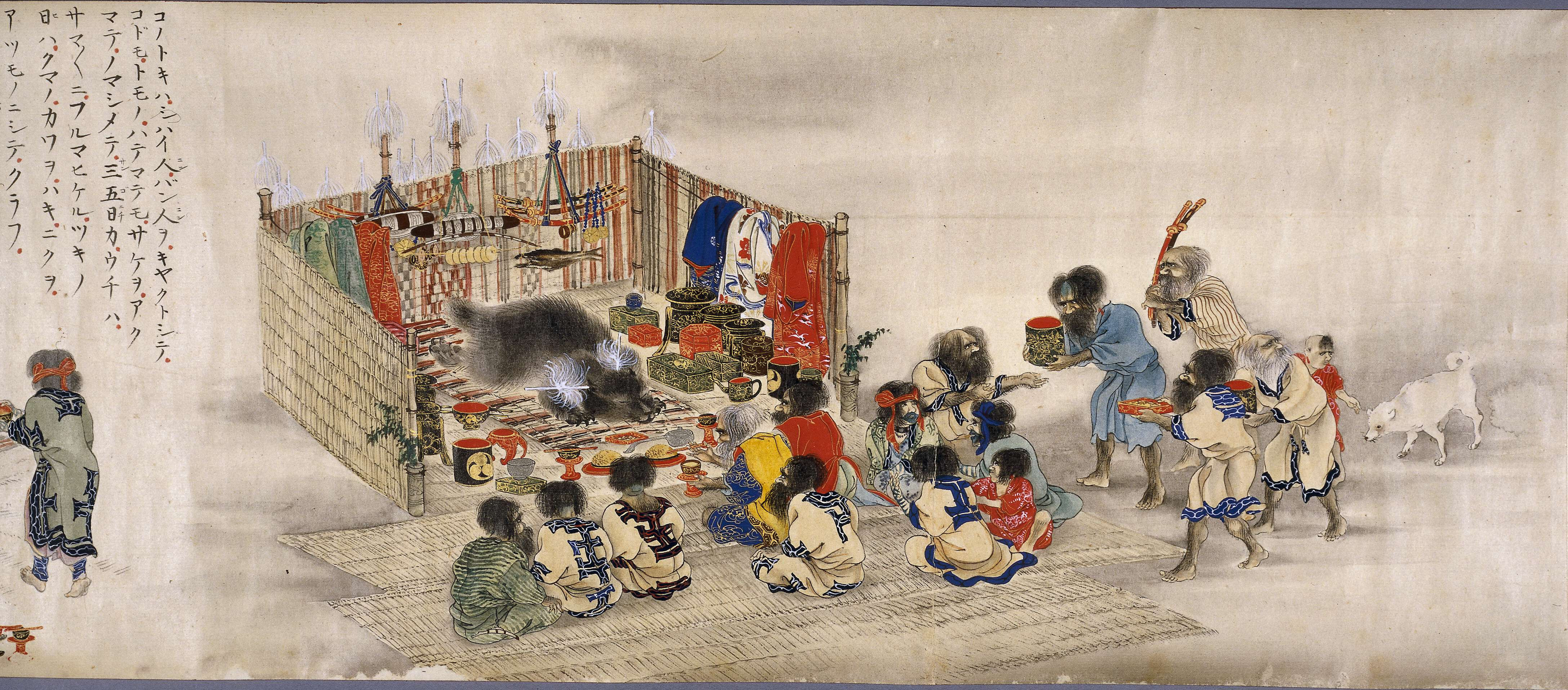
イオマンテの様子。祭壇の前に座る男性たちが着ている、背中に黒いアップリケを施した衣装がアットゥㇱ。長老は交易で得た小袖や陣羽織を着ている（『蝦夷島奇観』模写、平沢屏山筆、大英博物館蔵）

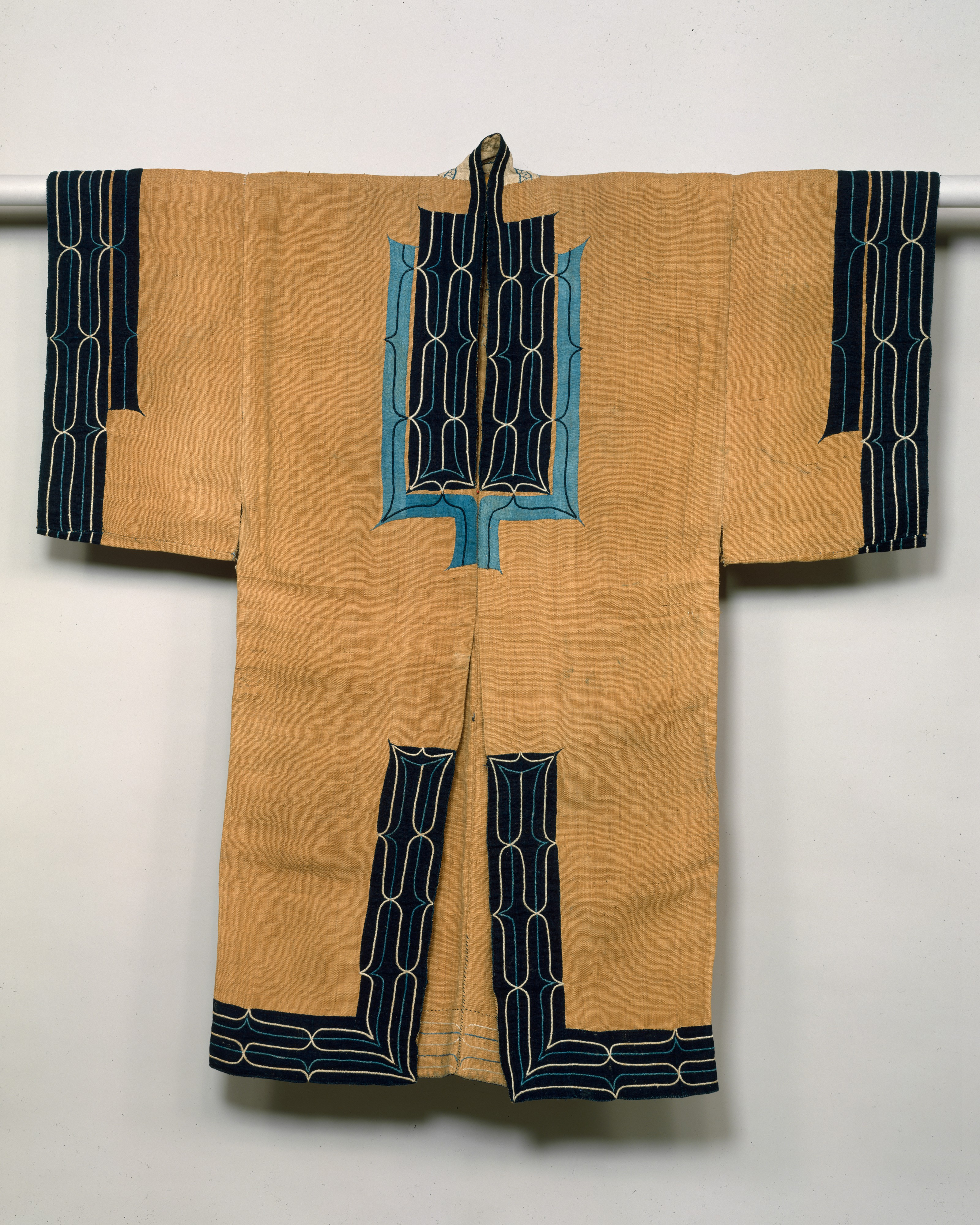
広袖に仕立てられた、和人向けのアットゥㇱ。袖口や襟元には木綿布を当てて刺繍が施されている。（メトロポリタン美術館所蔵）

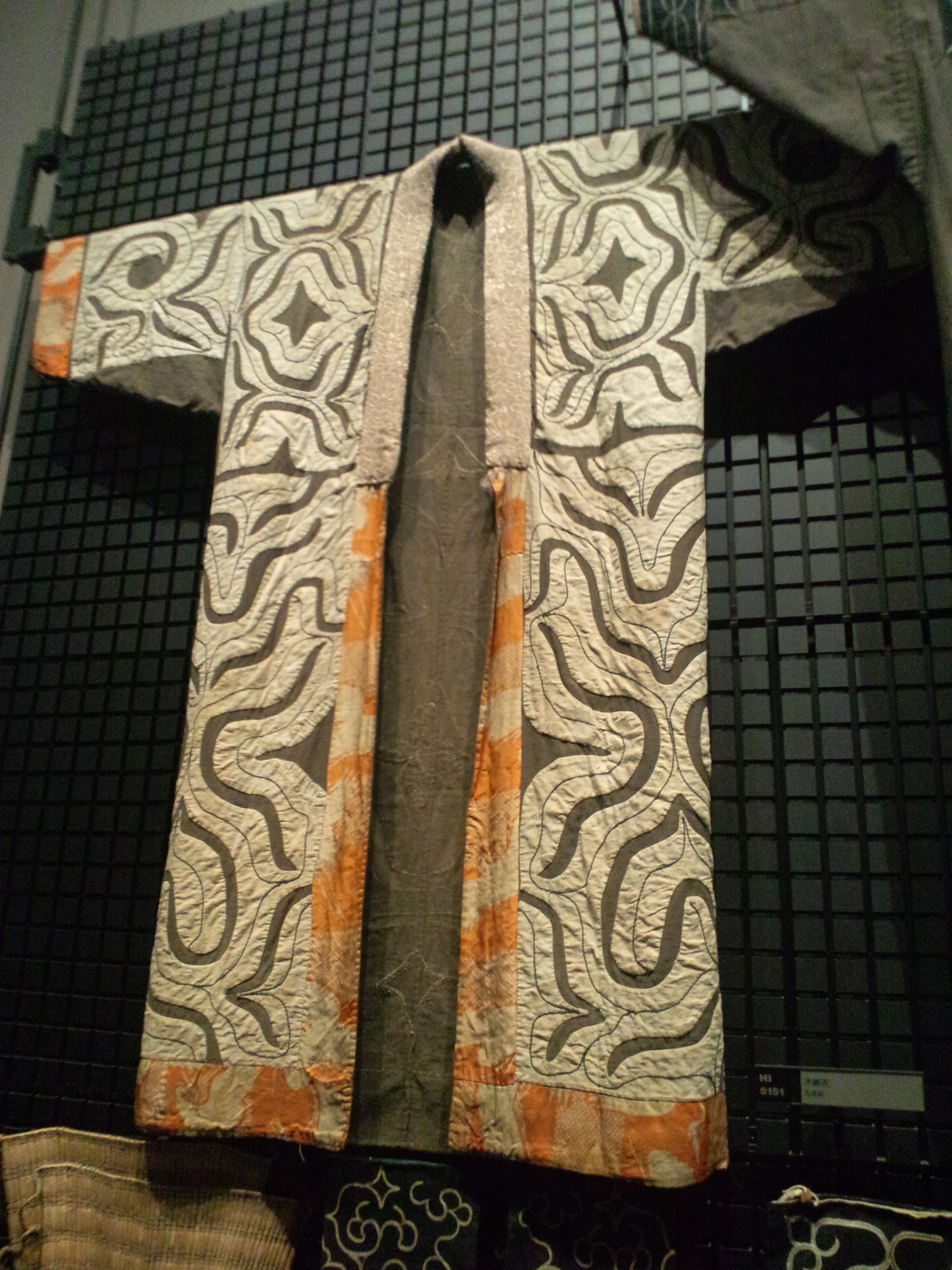
木綿を多用した「カパㇻミㇷ゚」（薄い着物）と呼ばれる衣装。北海道日高地方に特徴的なものである。（大阪府吹田市の国立民族学博物館蔵）

アットゥシ（アイヌ語: Attus）は、オヒョウ（シナノキが使われることもある）などの木の内皮の繊維を織ったアイヌの織物。衣服として作られることが多い。アツシ、アトゥシ、アットゥシ織、アッシ織、厚司織とも表記される。また、経済産業省のプレスリリースでは小書きシを使い、「アットゥㇱ」と表記されている。

## 概要
アイヌ民族の民族服であるアットゥㇱは、靱皮衣の一種で、アイヌ語でオヒョウニレ(att)の木の皮(rusi)という意味である。イラクサなどの繊維を用いて布や草皮衣(テタㇻペ=白いもの)を作る樺太アイヌや、同じく草皮衣や魚皮衣を着ていた千島アイヌに対し、樹皮衣であるアットゥㇱは主に北海道アイヌの間で作られた。
普段着として着るものには文様をつけない無地のことが多いが、晴れ着の場合には襟や袖などの部分に和人が持ち込んだ木綿の布を縫い付け、さらにそこへ刺繍かアップリケを施す。
アットゥㇱは17世紀ころから記録に現れているが、主に蝦夷地が生産の中心だった。千島列島では導入は遅れ、主に獣皮の衣装や江戸幕府が供給した木綿の古着が着られていた。アットゥㇱは自給自足の生活の中で着られたほか、水に強く乾きやすいことから特に船乗りや漁師に人気があり、後には交易品ともなった。18世紀後半には鰊粕、身欠きニシンや木材などとともに大量に運ばれ、耐久性に優れ織目も細かい布として、東北地方や北陸地方など各地で反物や衣装として消費されていた。女性たちが機を使って布を織る風景は、画家たちによるアイヌ絵に多く描かれている。また19世紀には、アイヌが和人との儀礼の場に出る際の衣装はアットゥㇱまたは中国・日本産の絹や木綿の服のみと規制され、獣皮衣よりも手間暇のかかるアットゥㇱが広がることとなった。
現在でもアットゥㇱは北海道各地で工芸品として制作されている。2013年、日高振興局管内沙流郡平取町二風谷で織られる二風谷アットゥㇱが北海道の工芸品としては初めて経済産業大臣指定伝統的工芸品に指定されている。

## 作り方
1. アットゥㇱの原材料は主にオヒョウやハルニレなどニレ科の樹木、シナノキなどシナノキ科の樹木の樹皮である[4]。これらの木々の表皮の一枚内側にある靱皮（じんぴ）をはぎとる。木の皮の採取時期は、樹木に水分の多い5月末から6月頃と決まっている[7]。
2. 樹皮を柔らかくするため一週間程度沼の水や温泉に漬ける。あるいは、灰汁などを加えて釜で数時間煮る。
3. 柔らかくなった皮を細かく裂いて繊維を取り出し、より合わせて糸を作る。
4. これを腰機（こしばた）と呼ばれる織り機で織って布にする[8]。

アイヌ語のアットゥㇱはこの布を指すほか、一般には樹皮の布で仕立てた衣装を指す。アイヌ語で着物そのものを指す語は「アミㇷ゚」である。アットゥㇱの原材料には耐久性に優れたオヒョウが好まれたが、この木は深い山の森に生えていたため、雪で歩きやすい冬に何日もかけて採取された。

## アイヌ民族服の形状
男女ともに前を打ち合わせる筒袖長衣（男性：膝下から脛丈、女性：脛から踝丈）で、アットゥㇱクッ（アットゥシ製の細帯）で衣服の乱れを抑える形式など、屋外作業用和服との類似点を持つ。しかし、17 - 18世紀頃のアイヌ関連文書では男性もアットゥㇱクッではなく女性用アミㇷ゚に見られる共布の直付け紐で打ち合わせを固定し、年齢・性別に限らず左前に着用（現在は和服の作法に倣った右前が原則）した絵姿が数多く記録されている。
和服と違って衽を持たない構造のために裾がはだけやすく、女性は股を晒さないようにモウㇽ（襦袢）とマンタリ（前垂れ）を常着した一方、男性はテパ（ふんどし）のみを着けた地肌のまま袖を通し、必要に応じてユㇰウㇽ（毛皮製の上衣）、テクンペ（手甲）、ホㇱ（脚絆）などを追加した。
樹皮を加工して抽出した繊維を撚り合わせて作られる樹皮布に分類される都合上、綿布や絹布に比べて織り目はやや粗くなる反面、頑丈な割に水に浮くほど軽量で耐水性に優れる上に粗い織り目が通気性の向上に繋がり、日本の漁師や商用船（特に北前船）従事者の間で珍重された。その証拠として、実際に使われていた和服仕立ての袂付き広袖式アットゥㇱアミㇷ゚が数点現存している。江戸時代中期の宝暦年間に制作された「江差檜山屏風」には、ニシン漁に従事する「アットゥシを着こんだ、髷を結った人物」（つまり和人）が多数描かれている。
衣装には友禅や紅型のような華美な彩色は無いが、晴れ着には「アイヌ文様」として知られる模様がアップリケされていることが多い。この文様は魔よけとして描線の始点と終点が必ず角ばった形状をしている。
イラクサの繊維から作られる草皮衣はテタㇻペなどと呼ばれ、アットゥㇱよりきめ細かく光沢があったが、10日で一反は作れるアットゥㇱ以上の日数を要したという。
また、その上から毛皮やアザラシの皮、変わったところでは鮭やイトウの皮などで作った羽織状の上着を着ることもある。